# Anchon rectangulatus
Anchon rectangulatus är en insektsart som beskrevs av Kirby. Anchon rectangulatus ingår i släktet Anchon och familjen hornstritar. Inga underarter finns listade i Catalogue of Life.